# 瓦肯人
| 星际旅行中主要的种族与势力              |
| --------------------------------------- |
| 星際聯邦 · 人类 · 瓦肯人 · 安多利人     |
| 貝塔索人 · 波利安人 · 德诺布拉人        |
| 罗慕伦人 · 克林贡人 ·巴库人 · 索利安人  |
| 葛恩人 · 佛瑞吉人 · 博格人 · 卡松人     |
| 卡达西人 · 贝久人 · 楚尔人 · 希罗吉恩人 |
| 自治同盟 · 布林人 · 新地人 · 8472种族   |

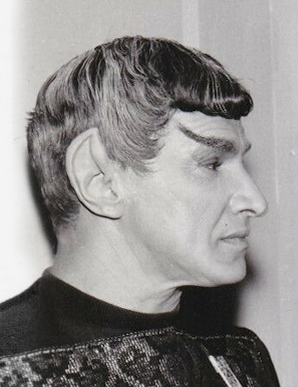
影集中來自瓦肯星的史巴克的父親Sarek（由Mark Lenard扮演），圖為1968年5月17日為宣傳影集所使用的照片。

瓦肯人是虛構科幻影集《星艦奇航記》中的一种外星人。他们是發源於瓦肯星的智慧外星類人類族群，以信仰嚴謹的邏輯和推理、去除情感的干擾聞名。瓦肯人是第一個與地球人類正式接觸的外星智慧文明，並在此之後成為星際聯邦的創始成員之一。瓦肯人在前六集以及第11集《星艦奇航》系列电影皆有出現，其中有四位瓦肯人及半瓦肯人（父母分別來自瓦肯人與人類）為主要角色。

## 生理特徵
瓦肯人與人類外貌相似，但擁有較長的壽命（約兩百多年）、更好的体质和更高的智商。外貌上主要的差異在於眉毛和耳朵，眉毛呈現拱狀、細長並上揚，耳尖如精靈般呈尖細狀。
瓦肯人還可以分類成幾種不同的種族，多數的瓦肯人長相如地球的高加索人（普遍認知為歐洲白種人），其血液是以銅為基礎的（而人類則是以鐵為基礎，故血液為紅色），故瓦肯人有著些微偏綠的皮膚，也有人形容其綠皮膚是冷血的象徵。根據麥考伊醫生的觀察推測，史巴克以及可能所有的瓦肯人幾乎沒有血壓。
另外，瓦肯人還有內層眼皮瞬膜，用來保護眼睛免於強光的危害，以適應瓦肯星明亮且炎熱的環境。
還有，他們的心臟長在身軀的右側，於肋骨與骨盆之間，大約是人類肝臟的位置。
當瓦肯人受傷的時候，他們會將全身的精力、血液及抗體集中在受傷的器官使其進入一種自發的催眠狀態。
由於瓦肯星的重力高於地球，且大氣層較地球稀薄，所以瓦肯人在類似地球的環境中，平均來說擁有比人類三倍大的力氣和更敏銳的聽覺。
心靈融合是瓦肯人特有的心電感應能力，能使其透過觸摸他人臉部達成心靈相通，分享對方的意識、經驗、記憶以及知識。在二十二世紀時只有少數瓦肯人能使用這個能力，而且這群人被大多數的瓦肯人所歧視。到了二十三世紀中葉，這樣的歧視已不復存在，瓦肯人還具有使用心靈觸摸將他人神經麻痺的能力，這讓瓦肯人在肉搏戰鬥中具有相當的優勢。

## 飲食
瓦肯人喜好的食用素食，他們在許久以前是雜食的。根據《星際爭霸戰》系列“All Our Yesterdays”影集中史波克可以選擇食用肉類。（一部分是因為他穿越了時空到了五千年以前，並另外他推理出沒有其他合適的食物可以使他在冰河時期艱困的氣候生存下去。）
瓦肯人通常是不喝酒的，除非在某些必要的場合才會小酌一番。瓦肯人對酒精免疫，但是巧克力對瓦肯人有相當於酒精對人類的影響。

## 生殖的本能
大約每七年，瓦肯男性和女性會受到繁殖本能的驅動而互相接近，瓦肯語稱之為“pon farr”。這個機制一旦觸發，瓦肯人必須與其他人發生性關係，通常是和配偶，否則將面臨精神錯亂和死亡，這極可能是因為他們完全壓抑天生感情所造成的結果。
當瓦肯兒童成長至七歲時，父母會為他們選擇未來的配偶，而後他們會通過一個儀式使他們心靈相通，當成年時兩人自然結婚。
如果沒有辦法馬上找到配偶，還是有其他的紓解辦法：首先是冥想，瓦肯人可以透過精神自律來抑制交配的慾望；其次是暴力，暴力行為將終止“pon farr”；另外，可利用極度的震撼，在《星際爭霸戰》 “Amok Time”裡，史巴克相信他殺了他最好的朋友詹姆斯·柯克（James T. Kirk），因此提供了足夠的震撼化解 “pon farr”；或者利用全像模擬系統模擬出配偶的實體以供交配，暫時紓解慾望。

## 瓦肯文明的歷史
瓦肯文明曾經是情緒化且具暴力傾向的，長年的爭戰幾乎摧毀了瓦肯文明。
之後出現了一位著名的哲學家蘇拉克（Surak），蘇拉克教導瓦肯人要學習邏輯與和平主義的好處，以便克服瓦肯人的情感用事與暴力化的不良傾向。此外，他還認為瓦肯人應該要像作戰那樣主動努力地去創造和平。在較短的時間內，蘇拉克的提倡在瓦肯星取得了主導地位，瓦肯人變成了能夠幾乎完全克制自己情感的種族，並且具宗教式的信仰邏輯與和平主義的種族。而那個時代被瓦肯人稱為「覺醒時代」(Time of Awakening)，而蘇拉克成為後來星際聯邦公認的歷史上最偉大的人物之一，並被尊為瓦肯的文明之父。
當代瓦肯社會完全以邏輯為基礎，牽涉到感情的行為是普遍不被社會所接受的。瓦肯人去除情感的過程稱為 “Kohlinahr”。 一群不願意接受蘇拉克哲學的人離開了瓦肯星，後來建立了與星際聯邦為敵且強大的罗慕伦帝国。
瓦肯人和罗慕伦人的關係一直保持緊張狀態，兩個族群還曾打了一場百年戰爭。在地球曆24世紀，在斯波克大使的努力下，不斷有瓦肯人想方設法與羅幕倫人和解。
瓦肯人是已知銀河系中最早發展出星際文明的種族之一，他們在地球曆法的公元320年發展出曲速技術，只有第三象限的自治同盟與第四象限的博格集合體等少數種族比他們的星際文明史更加久遠。
與人類在地球曆2063年進行了「第一類接觸」之後，人類社會的高速發展在很大程度上是得益於瓦肯人的協助和啟發。地球紀元2063年4月5日，這是人類經歷完第三次世界大戰的十年後，瓦肯人在經過地球時正巧發現了博士所駕駛、配備曲速動力的鳳凰號（Phoenix），這是地球科學首度測試成功的曲速太空船，於是促成瓦肯人與人類的第一次正式的接觸，為地球人類的歷史開啟了一個嶄新輝煌的時代。
瓦肯人在星際政治上十分具影響力，在許多方面帶領了人類的發展。瓦肯人與人類等許多種族在2161年成立星際聯邦。星際聯邦成立後，瓦肯人在政治活動中佔有重要的地位，最有名的外交官就是沙瑞克（Sarek）大使，他的外交貢獻包括與克林貢帝國的條約。
與人類相比，瓦肯人保守與重視穩定和紀律，不像人類對於探索未知的領域有極大的熱情。所以儘管瓦肯人的科技十分發達，但是他們歷史上從來沒有過像地球那樣的超高速發展階段。瓦肯人口的增長速度也大大低於地球人，即使是在24世紀末，整個瓦肯邦聯也不過管轄著數十個行星，主要分佈於001星區周圍的主核心區的中心區域，不及人類所管轄行星數量的十分之一，也不像人類文明那樣分佈在數千光年的廣大區域。整個瓦肯種族的人口不超過一千億，遠不及人類已經超過一兆的總人口規模。儘管如此，由於瓦肯人高深莫測的科學技術與哲學思想，以及他們在天生人種上的生理優勢（智商，心理，力氣，壽命等），瓦肯人是與 人類並列的星際聯邦中最為重要的兩個智慧種族。

## 星艦劇集中其他瓦肯人
- Saavik莎維可(《可汗怒吼》)：瓦肯女性，星艦艦長，具有羅慕倫血統。
- Sybok賽伯克：史巴克同父異母兄長。
- Tuvok杜沃克(《重返地球》) ：黑種瓦肯人。
- ťPol特珀(《星艦前傳》)：瓦肯女性，星艦船員。

## 科技
在蘇拉克的思想成為了瓦肯人主流的同時，瓦肯人發明了曲速引擎。從此瓦肯進入了星際文明的時代。但當他們發現尚未發明曲速動力的智慧生物時，不會與之接觸，以免造成不必要的侵擾和文化污染，並等待日後曲速技術發展之後再與之進行第一次接觸，首先建立和平的關係，後來也成為星際聯邦與外星文明接觸的重要原則。瓦肯人比人類早一千七百地球年發明出了曲速技術，而且在地球的邻近星球中，有相當長的一段時間裡，只有瓦肯人擁有能夠達到曲速7級（656.13倍光速）以上的超高速。瓦肯科学院一直是星際聯邦中最重要的科學研發基地。

## 瓦肯語概說
- Ahn-woon: 投石器一樣的古老傳統武器。
- Kol-Ut_Shan: 瓦肯哲學「生生不息」。
- Koon-ut-kal-if-fee: 古老儀式「結婚或決鬥」。
- Lirpa: 傳統格鬥武器，權杖狀，首端為扇形鏟，尾端為千斤錘。
- Suus-mahna: 防衛術，徒手格鬥形式，類似合氣道或柔道。

## 瓦肯星主要城市與名勝

### Shikahr席卡赫爾
- 瓦肯最高指揮部
- 瓦肯科學院
- 瓦肯太空中心
- 蘇拉克紀念公園

### lake_Yuron玉倫湖
- 啟蒙之路步道

### Kir吉爾
- 烈火平原與「瓦肯戰士雕像」
- 克瑞塔克峽谷
- 塔哈拉山
- 瓦肯自衛術學院

### Raal拉爾
- 暴君扎卡爾博物館
- 外星飛船墜落地：軍閥傑馬塞爾
- 哲學家：特普拉娜·罕瑟

### Mt_ľLangon勒蘭貢山
- 瓦肯文化傳播學院
- 航空器停機坪

### ťPaal特帕爾
- 特帕爾天文台
- 維克拉監獄博物館

### Vulcana_Regar瓦肯納雷加爾
- 太空港
- 外交博物館
- 瓦尼克塔

### Vulcanś_Forge瓦肯熔爐沙漠
- 特卡蘭斯避難所
- 特克拉斯紀念柱